# Christophe Lamarre
Pour les articles homonymes, voir Lamarre.
Christophe Lamarre est un médecin généraliste militant pour l'égalité d’accès aux mêmes soins pour tous. Originaire de Creil, il exerce à Roubaix.

## Biographie
Christophe Lamarre est originaire de Creil.
De 1972 à 1977 il est à l'école Jean Biondi de Creil puis passe au collège Gabriel Havez jusqu'en 1980 pour terminer son enseignement général au lycée Gournay (devenu Marie-Curie) en 1983. Enfin il part dans le nord huit ans à l'Université Lille-II Droit et Santé, où il soutient sa thèse en 1994.
Une biographie a été réalisée par Julien Wzorek dans son émission Rencontre en Nord sur France Bleu Nord par un long entretien de 57 minutes du Docteur Lamarre diffusée intégralement le 16 février 2014.
Christophe Lamarre a joué le rôle du médecin légiste dans Roubaix, une lumière, film français réalisé par Arnaud Desplechin, sorti en 2019.

## Installation
Dès le lendemain de sa thèse, il s'installe en libéral en association avec un médecin qui décède deux ans après.
Son cabinet devient l'une des premières maisons médicales de France avec des médecins généralistes, un gynécologue, deux kinésithérapeutes, quatre orthophonistes. Victime de son succès, cette maison médicale ne désemplit pas et son activité explose. De la médecine générale de famille il passe à une médecine d'urgence et de dispensaire. Il se réinstalle ensuite dans le quartier de l'Hommelet avec environ 10 000 habitants, le plus pauvre de Roubaix et celui avec la plus forte natalité.
Avec plus de cent consultations jours, l'année 2007 est celle du burn-out. Une de ses filles, également médecin, vient l'épauler en son cabinet.

## Engagement social
Fin septembre 2013, lorsque les forces de l'ordre ont évacué le campement de Roms dit du Galon d'eau à Roubaix, le Docteur Lamarre retrouve plusieurs de ses patients sur le trottoir. Il se réfère et applique alors à son serment d'Hippocrate : 
« J'ai prêté serment. Étant leur médecin, j'étais obligé de trouver une solution ». Il met alors à disposition ses anciens locaux, vite submergés par près de 200 personnes dans un espace restreint,,,,.

## Suspension de l'Ordre des médecins
Le docteur Christophe Lamarre est suspendu par le Conseil national de l'Ordre des médecins au motif de « suractivité et des amplitudes horaires excessives » après une plainte déposée en 2009 par la caisse primaire d'assurance maladie. La suspension est de quatre mois dont deux avec sursis et donc effective deux mois à partir du 1er mars 2014,,.
Selon le secrétaire général du Conseil départemental de l'Ordre des médecins, ce n’est pas cette suractivité qui lui a coûté cette sanction mais « Le jugement a porté sur les prescriptions dangereuses du Dr Lamarre. Il prescrivait trop, et trop longtemps, de Subutex et autres dérivés à base de morphine. » alors même que la Caisse primaire d'assurance maladie a abandonné cette charge contre le Dr Lamarre.
Il lui est également reproché la médiatisation de son action. Le secrétaire général du Conseil de l'Ordre du Nord a ainsi déclaré : « Nous ne sommes pas d'accord avec ces méthodes. On ne peut pas poser et se faire prendre en photo dans le journal. Il est interdit de se faire de la publicité ».